# Ескадрені міноносці типу J, K та N
Ескадрені міноносці типу J, K та N (англ. J, K and N-class destroyer) — клас військових кораблів з 24 ескадрених міноносців, що випускалися британськими суднобудівельними компаніями з 1937 по 1940 роки. Ескадрені міноносці цього типу входили до складу Королівського військово-морського флоту Великої Британії та ВМС інших країн та знайшли широкого застосування за часів Другої світової війни та післявоєнний час. У морських боях та битвах було втрачено 15 кораблів цього типу.
Ці типи британських ескадрених міноносців (типу «J», типу «K» та типу «N») були першою серією есмінців, що надійшли на озброєння флоту після так званих «стандартних» есмінців. Назви кораблів нового типу, за традицією, починалися на певну букву латинського алфавіту. Лідер кожної флотилії називався на честь видатного британського адмірала.

## Ескадрені міноносці типу J, K та N

### Королівський військово-морський флот Великої Британії

#### Ескадрені міноносці типу «J»
| Корабель   | Номер вимпелу | Виготовлювач                                           | Закладено         | Спущено           | У строю         | Статус |
| ---------- | ------------- | ------------------------------------------------------ | ----------------- | ----------------- | --------------- | --- |
| «Джервіс»  | F00           | Hawthorn Leslie & Company, Геббурн                     | 24 вересня 1937   | 25 жовтня 1938    | 12 травня 1939  | 1954 році проданий на металобрухт |
| «Джекал»   | F22           | John Brown & Company, Клайдбанк                        | 24 вересня 1937   | 25 жовтня 1938    | 13 квітня 1939  | пошкоджений бомбардувальниками Люфтваффе Ju 88 зі складу LG 1; 12 травня 1942 року затоплений на відстані 90 миль північно-західніше міста Мерса-Матрух |
| «Ягуар»    | F34           | William Denny and Brothers, Дамбартон                  | 25 листопада 1937 | 22 листопада 1938 | 12 вересня 1939 | 26 березня 1942 року торпедований U-Boot U-652 |
| «Джейнес»  | F53           | Swan Hunter, Тайн і Вір                                | 29 вересня 1937   | 10 листопада 1938 | 5 серпня 1939   | 23 січня 1944 року потоплений протикорабельною ракетою Fritz X з бомбардувальника He 111 біля Анціо                                                     |
| «Джавелін» | F61           | John Brown & Company, Клайдбанк                        | 11 жовтня 1937    | 21 грудня 1938    | 10 червня 1939  | 11 червня 1949 року проданий на металобрухт |
| «Джерсі»   | F72           | J. Samuel White, Коуз, Вайт                            | 28 вересня 1937   | 26 вересня 1938   | 28 квітня 1939  | 2 травня 1941 року підірвався на морській міні у Великій гавані у Валлетті                                                                              |
| «Джуно»    | F46           | Fairfield Shipbuilding and Engineering Company, Глазго | 5 жовтня 1937     | 8 грудня 1938     | 25 серпня 1939  | 21 травня 1941 року потоплений італійськими середніми бомбардувальниками CANT Z.1007 у 30 милях південно-східніше острову Крит                          |
| «Джюпіте»  | F85           | Yarrow Shipbuilders, Глазго                            | 28 вересня 1937   | 27 жовтня 1938    | 25 червня 1939  | 27 лютого 1942 року підірвався на морській міні у Яванському морі                                                                                       |
| Jubilant   | —             | замовлення скасоване                                   |                   |                   |                 | |

#### Ескадрені міноносці типу «K»
| Корабель   | Номер вимпелу | Виготовлювач                                           | Закладено      | Спущено         | У строю           | Статус |
| ---------- | ------------- | ------------------------------------------------------ | -------------- | --------------- | ----------------- | --- |
| «Келлі»    | F01           | Hawthorn Leslie and Company, Геббурн                   | 26 серпня 1937 | 25 жовтня 1938  | 23 серпня 1939    | 23 травня 1941 року потоплений бомбардувальниками Ju 87 |
| «Кандагар» | F28           | William Denny and Brothers, Дамбартон                  | 18 січня 1938  | 21 березня 1939 | 10 жовтня 1939    | 19 грудня 1941 року підірвався на міні, 20 грудня 1941 року затоплений есмінцем «Ягуар» |
| «Кашмір»   | F12           | John I. Thornycroft & Company, Вулстон                 | 11 жовтня 1937 | 4 квітня 1939   | 26 жовтня 1939    | 23 травня 1941 року потоплений бомбардувальниками Ju 87 |
| «Кельвін»  | F37           | Fairfield Shipbuilding and Engineering Company, Глазго | 5 жовтня 1937  | 19 січня 1939   | 27 листопада 1939 | 6 квітня 1949 року проданий на металобрухт |
| «Катум»    | F45           | Swan Hunter, Тайн і Вір                                | 11 жовтня 1937 | 4 квітня 1939   | 26 жовтня 1939    | 23 червня 1940 року підірвався в результаті інциденту з торпедою в бухті острову Перім у Червоному морі |
| «Кімберлі» | F50           | John I. Thornycroft & Company, Вулстон                 | 17 січня 1938  | 1 червня 1939   | 21 грудня 1939    | 30 березня 1949 року проданий на металобрухт |
| «Кінгстон» | F64           | J. Samuel White, Коуз                                  | 6 жовтня 1937  | 9 січня 1939    | 14 вересня 1939   | отримав серйозні пошкодження у другій битві в затоці Сидра від вогню італійського лінкора Littorio; 11 квітня 1942 року під час ремонту в доці Валлетти бомбардувався німецькою авіацією, перевернувся та визнаний непридатним |
| «Кіплінг»  | F91           | Yarrow Shipbuilders, Скотстон                          | 26 жовтня 1937 | 19 січня 1939   | 22 грудня 1939    | 11 травня 1942 року потоплений торпедоносцями Ju 88 зі складу LG 1 |

#### Ескадрені міноносці типу «N»
| Корабель      | Номер вимпелу | Виготовлювач                          | Закладено      | Спущено        | У строю          | Статус |
| ------------- | ------------- | ------------------------------------- | -------------- | -------------- | ---------------- | --- |
| «Ноубл» (G65) | G65           | John Brown & Company, Клайдбанк       | 26 липня 1939  | 7 травня 1940  | 4 листопада 1940 | переданий до ВМС Польщі 4 листопада 1940 |
| «Ноубл» (G84) | G84           | William Denny and Brothers, Дамбартон | 10 липня 1939  | 17 квітня 1941 | 20 лютого 1942   | переданий до Королівських ВМС Нідерландів 20 лютого 1942 |
| «Нонперейл»   | G16           | William Denny and Brothers, Дамбартон | 22 травня 1940 | 25 червня 1941 | 30 жовтня 1942   | переданий до Королівських ВМС Нідерландів 30 жовтня 1942 (перейменований на HNLMS «Тьорк Хіддес») звідки переданий до ВМС Індонезії 1951 (перейменований на «Gadjah Mada») |

### Королівський австралійський військово-морський флот

#### Ескадрені міноносці типу «N»
| Корабель | Номер вимпелу | Виготовлювач                                           | Закладено      | Спущено        | У строю           | Статус                                                                                                  |
| -------- | ------------- | ------------------------------------------------------ | -------------- | -------------- | ----------------- | --- |
| «Нейпір» | G97           | Fairfield Shipbuilding and Engineering Company, Глазго | 26 липня 1939  | 22 травня 1940 | 28 листопада 1940 | проданий на металобрухт 1955; розібраний 1956                                                           |
| «Непал»  | G25           | John I. Thornycroft & Company, Вулстон                 | 9 вересня 1939 | 4 грудня 1941  | 29 травня 1942    | проданий на металобрухт 1955                                                                            |
| «Нестор» | G02           | Fairfield Shipbuilding and Engineering Company, Глазго | 26 липня 1939  | 9 липня 1940   | 3 лютого 1941     | розбомблений італійською авіацією та, як непридатний, затоплений есмінцем HMS «Джавелін» 15 червня 1942 |
| «Нізам»  | G38           | John Brown & Company, Клайдбанк                        | 27 липня 1939  | 4 липня 1940   | 19 грудня 1940    | проданий на металобрухт 1955; розібраний 1956                                                           |
| «Норман» | G49           | John I. Thornycroft & Company, Вулстон                 | 27 липня 1939  | 30 жовтня 1940 | 29 вересня 1941   | проданий на металобрухт 1958                                                                            |

### Королівські військово-морські сили Нідерландів

#### Ескадрені міноносці типу «N»
| Корабель             | Номер вимпелу | Виготовлювач                          | Закладено      | Спущено        | У строю        | Статус                                                            |
| -------------------- | ------------- | ------------------------------------- | -------------- | -------------- | -------------- | ----------------------------------------------------------------- |
| HNLMS «Тьорк Хіддес» | G16           | William Denny and Brothers, Дамбартон | 22 травня 1940 | 25 червня 1941 | 30 жовтня 1942 | переданий до ВМС Індонезії 1951 (перейменований на «Gadjah Mada») |
| HNLMS «Ван Гален»    | G84           | William Denny and Brothers, Дамбартон | 10 липня 1939  | 17 квітня 1941 | 20 лютого 1942 | проданий на металобрухт 1957                                      |

### Військово-морські сили Польщі

#### Ескадрені міноносці типу «N»
| Корабель     | Номер вимпелу | Виготовлювач                    | Закладено     | Спущено       | У строю          | Статус                                                                  |
| ------------ | ------------- | ------------------------------- | ------------- | ------------- | ---------------- | ----------------------------------------------------------------------- |
| ORP «Піорун» | G65           | John Brown & Company, Клайдбанк | 26 липня 1939 | 7 травня 1940 | 4 листопада 1940 | повернутий до Королівського ВМФ Великої Британії 1946, як HMS «Нерісса» |